# Тернбулл, Сэнди
Алекса́ндр Те́рнбулл (англ. Alexander Turnbull; 30 июля 1884, Херлфорд, Шотландия — 3 мая 1917, Аррас, Франция), более известный как Сэ́нди Те́рнбулл (англ. Sandy Turnbull) — шотландский футболист, нападающий, выступавший за «Манчестер Сити» и «Манчестер Юнайтед» в начале XX века.

## Ранние годы
Сэнди Тернбулл родился в Херлфорде, неподалёку от Килмарнока, 30 июля 1884 года. Его отец, Джеймс, был шахтёром, и умер в молодом возрасте. Сэнди, второй ребёнок из семерых детей своих родителей, к 16 годам стал главным кормильцем в семье. При переписи населения 1901 года он был отмечен как «шахтёр-угольщик». Вероятно, он работал в шахте с 14-летнего возраста, а по субботам выступал за местный клуб «Херлфорд Тисл».

## «Манчестер Сити»
В 1902 году Сэнди перешёл в «Манчестер Сити», подписав свой первый профессиональный контракт с зарплатой в размере £3 в неделю, что в три раза превышало зарплату шахтёра. Вскоре он стал игроком основы «Сити». В 1904 году помог «горожанам» выиграть Кубок Англии, обыграв в финальном матче «Болтон Уондерерс» (единственный гол в игре забил Билли Мередит). Всего Тернбулл сыграл за «Сити» 118 матчей и забил 60 голов.
В 1905 году руководство «Манчестер Сити» признали виновным в осуществлении махинаций с зарплатами игроков, после чего главный тренер «Сити» Том Мейли был пожизненно отстранён от футбола, а 17 игроков клуба получили индивидуальные штрафы и дисквалификации до начала 1907 года. Футбольная ассоциация Англии также вынудила «Манчестер Сити» выставить на аукцион всех своих игроков в Королевском отеле Манчестера. Главный тренер «Манчестер Юнайтед» Эрнест Мангнэлл воспользовался случаем и купил многих из них на аукционе, включая Сэнди Тернбулла, Билли Мередита, Герберта Берджесса и Джимми Баннистера.

## «Манчестер Юнайтед»
Первая игра Тернбулла за «Манчестер Юнайтед» состоялась на следующий день после его перехода, 1 января 1907 года, против бирмингемского клуба «Астон Вилла» на стадионе «Бэнк Стрит». Он стал автором единственного гола в этой встрече, принеся «Юнайтед» победу со счётом 1:0.
Тернбулл сыграл значительную роль в завоевании «красными» первого чемпионского титула в сезоне 1907/08, забив 25 голов в чемпионате. Репортёр газеты Manchester Evening News так охарактеризовал Тернбулла: «Широкоплечий, быстрый, творческий ум, „Сэнди“ — великий футболист. Я никогда не видел столь неэгоистичного инсайда». Репортёр газеты Manchester Guardian отмечал эффективность связки Билли Мередита и Сэнди Тернбулла: «Когда [Мередит] делает навес в сторону ворот, мяч там уже ждут трое его партнёров, но чаще всего завершающий удар после артистических передач Мередита наносит „Сэнди“ Тернбулл».
В 1909 году Сэнди помог своей команде завоевать свой первый Кубок Англии. Тернбулл забил единственный гол в финале Кубка против «Бристоль Сити».
Всего в 247 играх за «Юнайтед» он забил 101 гол. Последней игрой Тернбулла за «красных» стал матч против «Шеффилд Юнайтед» в 1915 году.
У Тернбулла был непростой характер. 21 декабря 1907 года Сэнди стал первым игроком, удалённым в манчестерском дерби (после того, как он забил два гола в ворота своего бывшего клуба). В заметке о матче, вышедшей в понедельник, 23 февраля, в Manchester Guardian, отмечается: «Сэнди Тернбулл и Билл Иди с самого начала матча вели себя нелепо, постоянно строя гримасы друг другу, а во втором тайме Тернбулл не сдержался и толчком свалил Дорсетта с ног. После этого судья сразу же удалил его с поля». Также Тернбулл периодически подвергался штрафам со стороны клуба за «неподчинение директорам». Тем не менее, среди болельщиков Сэнди был очень популярен, став одним из первых футболистов, о котором болельщики сочинили песню, которую они распевали во время матчей. В ней они называли Тернбулла «лихим Сэнди, везучим Сэнди, чемпионом Сэнди».

### Участие в договорном матче
В 1915 году Сэнди, наряду с несколькими другими игроками «Манчестер Юнайтед» и «Ливерпуля», был признан виновным в участии в договорном матче, и пожизненно дисквалифицирован. Футбольная ассоциация Англии объявила, что пожизненная дисквалификация футболистов может быть отменена, если они вступят в ряды Британской армии и примут участие в боевых действиях в войне. Тернбулл согласился.

## Участие в войне и гибель
Тернбулл вступил в ряды Британской Армии во время Первой мировой войны в звании младшего сержанта. В 1915 году Сэнди был включён в знаменитый 17-й сервисный «футбольный» батальон, входящий в состав полка графства Мидлсекс. Затем он был переведён в 8-й батальон полка Восточного Суррей (точная дата перевода неизвестна, так как военные записи были уничтожены во время бомбардировок Лондона). Это был тот самый 8-й батальон, который в первый день битвы на Сомме организовал «футбольную атаку», когда при наступлении британских войск на позиции немцев для поднятия боевого духа солдаты пасовали друг другу футбольные мячи, словно они были на стадионе, а не на войне.
Весной 1917 года 8-й батальон Восточного Суррея, в котором служил Тернбулл, участвовал в битве при Аррасе. Ночью 3 мая, до рассвета, батальон Тернбулла штурмовал деревню Шеризи, что в 15 км от Арраса. Батальон захватил деревню и закрепился на берегу местной реки, однако вскоре последовала контратака немцев, после которой изолированный от основных британских сил 8-й батальон был окружён в течение нескольких часов. Многие солдаты были убиты или попали в плен, некоторым удалось бежать. Из примерно пятисот солдат 8-го батальона, атаковавших Шеризи, 90 было убито, 175 ранено и более 100 взято в плен. Точная судьба Тернбулла неизвестна: скорее всего, его ранили, взяли в плен, где он вскоре и скончался от ранений. Его тело не было найдено, однако официально датой смерти считается 3 мая 1917 года.
В 1919 году Футбольная ассоциация Англии посмертно сняла с Сэнди Тернбулла дисквалификацию, наложенную в 1915 году за участие в договорном матче.

## Достижения
«Манчестер Сити»
- Обладатель Кубка Англии: 1904

«Манчестер Юнайтед»
- Чемпион Первого дивизиона (2): 1907/08, 1910/11
- Обладатель Кубка Англии: 1909
- Обладатель Суперкубка Англии (2): 1908, 1911
- Итого: 5 трофеев

## Статистика выступлений
| Клуб              | Сезон            | Лига | Лига | Кубок Англии | Кубок Англии | Суперкубок Англии | Суперкубок Англии | Итого | Итого |
| Клуб              | Сезон            | Игры | Голы | Игры         | Голы         | Игры              | Голы              | Игры  | Голы  |
| ----------------- | ---------------- | ---- | ---- | ------------ | ------------ | ----------------- | ----------------- | ----- | ----- |
| Манчестер Сити    | 1902/03          | 22   | 12   | 1            | 1            | -                 | -                 | 23    | 13    |
| Манчестер Сити    | 1903/04          | 32   | 16   | 6            | 5            | -                 | -                 | 38    | 21    |
| Манчестер Сити    | 1904/05          | 30   | 19   | 2            | 1            | -                 | -                 | 32    | 20    |
| Манчестер Сити    | 1905/06          | 26   | 6    | 0            | 0            | -                 | -                 | 26    | 6     |
| Манчестер Сити    | Итого            | 110  | 53   | 9            | 7            | 0                 | 0                 | 119   | 60    |
| Манчестер Юнайтед | 1906/07          | 15   | 6    | 0            | 0            | -                 | -                 | 15    | 6     |
| Манчестер Юнайтед | 1907/08          | 30   | 25   | 4            | 2            | 1                 | 0                 | 35    | 27    |
| Манчестер Юнайтед | 1908/09          | 19   | 5    | 6            | 4            | 0                 | 0                 | 25    | 9     |
| Манчестер Юнайтед | 1909/10          | 26   | 13   | 1            | 0            | 0                 | 0                 | 27    | 13    |
| Манчестер Юнайтед | 1910/11          | 35   | 18   | 3            | 1            | 0                 | 0                 | 38    | 19    |
| Манчестер Юнайтед | 1911/12          | 30   | 7    | 6            | 3            | 1                 | 1                 | 37    | 11    |
| Манчестер Юнайтед | 1912/13          | 35   | 10   | 4            | 0            | 0                 | 0                 | 39    | 10    |
| Манчестер Юнайтед | 1913/14          | 17   | 4    | 1            | 0            | 0                 | 0                 | 18    | 4     |
| Манчестер Юнайтед | 1914/15          | 13   | 2    | 0            | 0            | 0                 | 0                 | 13    | 2     |
| Манчестер Юнайтед | Итого            | 220  | 90   | 25           | 10           | 2                 | 1                 | 247   | 101   |
| Всего за карьеру  | Всего за карьеру | 330  | 143  | 34           | 17           | 2                 | 1                 | 366   | 161   |

## Профсоюзная деятельность

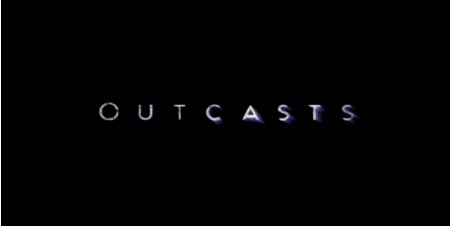
Фотография футбольного клуба «Отщепенцы» (Тернбулл — второй слева в нижнем ряду

Сэнди Тернбулл вместе с одноклубниками Чарли Робертсом, Чарли Сейгаром, Гербертом Берджессом и Билли Мередитом основали профсоюз футболистов (англ. Players' Union), целью которого стала защита прав футболистов и лоббирование ослабления запретов по зарплатам и трансферам.
В 1908 году Футбольная ассоциация Англии (ФА) приняла решение сохранить потолок зарплат для игроков в неизменном виде. Профсоюз футболистов продолжил переговоры с Футбольной ассоциацией, но к апрелю они зашли в тупик. В июне 1909 года Футбольная ассоциация приказала всем футболистам выйти из профсоюза, в противном случае их профессиональная регистрация будет аннулирована. Большинство футболистов восприняли угрозу всерьёз и вышли из состава профсоюза. В первых рядах вышедших из его состава были игроки «Астон Виллы»: все 28 футболистов бирмингемского клуба подписали публичную декларацию о выходе из состава профсоюза футболистов и безоговорочном подчинении решениям ФА. Были и те, кто отказался подчиниться. Среди них был весь состав «Манчестер Юнайтед», а также 17 футболистов «Сандерленда».
Карьеры игроков, оставшихся в профсоюзе, находились под угрозой: с утратой своего профессионального статуса они теряли свои зарплаты и средства к существованию. Несмотря на это, игроки «Манчестер Юнайтед» отказались сдаваться и основали футбольный клуб «Отщепецы» (Outcasts Football Club), в котором планировали продолжать играть в футбол, несмотря на запрет. Тем временем игрок «Ньюкасла» Колин Вейтч продолжал вести переговоры с ФА, пытаясь восстановить права членов профсоюза. В итоге на встрече в Бирмингеме 31 августа 1909 года Футбольная ассоциация разрешила футболистам участвовать в профсоюзе. Конфликт был исчерпан, а все игроки, включая Сэнди Тернбулла, были восстановлены в своём статусе.

## Семья
У Сэнди Тернбулла была жена, Флоренс Эми, и четверо детей (Джеймс, Айрин, Рональд и Александр). Двое из его сыновей, Александр-младший и Рональд, в августе 1932 года перешли в юношескую академию «Манчестер Юнайтед», но за основную команду клуба так и не сыграли.